# Lygia Fagundes Telles
Lygia Fagundes Telles (São Paulo, 19 d'abril de 1923 - Ib., 3 d'abril de 2022) va ser una escriptora brasilera, guardonada amb el Premi Camões en 2005 i diversos premis Jabuti i APCA de literatura brasilera. Va ser membre de l'Acadèmia Brasilera de Lletres des de 1985 i fou candidata al Nobel de Literatura.

## Biografia
Va ser la quarta filla de Maria do Rosário Silva Jardim de Moura i de Durval de Azevedo Fagundes, nascuda al carrer Barão de Tatuí, en el districte paulista de Consolação. El 1938, dos anys després de la separació dels seus pares, va publicar el seu primer llibre de contes, Porão e sobrado amb l'ajuda del seu pare, signant com Lygia Fagundes. El 1939 va concloure l'educació secundària en l'Institut Caetano de Campos. L'any següent, va ingressar a l'Escola Superior, al mateix temps que va assistir a un curs preparatori per a la Facultat de Dret.
El 1941 va iniciar els estudis de Dret a la Universitat de São Paulo i va començar a participar activament en debats literaris, on va conèixer a Mário de Andrade, Oswald de Andrade i Paulo Emílio Sales Gomes, entre altres noms de l'escena literària brasilera. Va ser en la facultat on va conèixer a la poeta que es va convertir en la seva millor amiga, Hilda Hilst. En aquells dies va entrar a formar part de l'Acadèmia de Lletres de la Facultat i va escriure en els diarias Arcádia i A Balança. Al mateix temps, va treballar en el Departament Agrícola de l'Estat de São Paulo per pagar els seus estudis i manutenció. El 1944 va publicar Praia Viva.

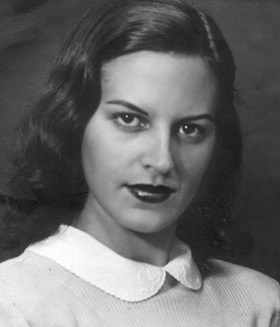
1945

El 1950 es va casar amb el jurista Gofredo da Silva Teles Jr., que havia estat el seu professor de dret internacional en la universitat i també era diputat federal, per la qual cosa es va mudar a Rio de Janeiro, on es trobava la Cambra Federal. El 1952, ja de tornada a la seva ciutat natal, va escriure la seva primera novel·la, Ciranda de Pedra, que es convertiria més tard en una telenovel·la. Va ser editada a l'any següent, després de la mort de la seva mare. L'escriptora manifestava que aquesta obra va ser el seu veritable debut en el món de les lletres i va comptar amb crítiques molt favorables de Carlos Drummond de Andrade o Antonio Candido.
El 1954 va tenir un fill, Gofredo da Silva Teles Neto (m. 2006) i el 1960 es va separar del seu espòs. L'any següent, va començar a treballar com a procuradora de l'Instituto de Previdência do Estat de São Paulo (l'equivalent a la TGSS brasilera). El 1962 va començar a viure amb Paulo Emílio Salles Gomes, el que va ser considerat un escàndol, ja que la llei d'aquella època no permetia el divorci. Inspirada pel context polític brasiler, va escriure As Meninas.
En col·laboració amb en Paulo Emílio, va adaptar al cinema la novel·la de Joaquim Machado de Assis, Dom Casmurro, dirigida pel cineasta Paulo César Sarraceni. El film va titular-se com el protagonista de la història, Capitu.
El 1970 va rebre el Gran Premi Internacional Femení per a Estrangers, a França, pel seu llibre de contes Antes do baile. El 1973, la seva novel·la As Meninas va guanyar els principals premis literaris brasilers: el Premi Coelho Neto, el Premi Jabuti i el premi APCA a la millor novel·la de ficció. El 1977 va ser guardonada pel Pen Club del Brasil en la categoria de contes, per la seva col·lecció Seminário dos Ratos.
Poc temps després de la mort del seu company, Paulo Emilio Salles Gomes, el 1977, va assumir la presidència de la Cinemateca Brasileira, que ell havia fundat. El 1995, Emiliano Ribeiro va estrenar la pel·lícula As Meninas, basada en la novel·la de l'escriptora. El 2001 va tornar a guanyar el Premi Jabuti pel seu llibre Invenção e Memória.

## Estil literari
L'obra de Fagundes Telles explorava l'univers femení des d'una perspectiva moderna, trencant amb el moralisme social que sempre deixava les dones al marge de la figura masculina. Va traçar els seus personatges a través de les tècniques de corrent de consciència i monòleg interior, elevant-los a la posició de protagonistes de les seves històries. A més d'abordar intensament el tema femení, Lygia va obrir espai en la seva obra a temes com la vida a les grans ciutats, així com problemes socials i altres temes polèmics, com les drogues, l'adulteri i l'amor. En general, els seus personatges són éssers inquiets i vulnerables, instruments de reflexió psicològica, que es mouen en aparent espontaneïtat, com una representació irònica de la societat. Lygia va fusionar fantasia i realitat en un espai urbà.
Cronològicament, l'escriptora se situa en la generació modernista de 1945, al costat de Guimarães Rosa, Clarice Lispector, Rubem Braga i Dalton Trevisan; per tant, hi ha una influència del corrent de la consciència i l'epifania, recursos utilitzats també per aquests escriptors. Si bé les seves novel·les van agafar un aire de literatura realista, els contes de l'autora reflecteixen l'estil d'Edgar Allan Poe, un escriptor amb una inclinació romàntica i fantàstica, que Telles va dirigir cap al surrealisme.
La sinestèsia és una de les principals figures del llenguatge utilitzades en els contes de Lígia: el color verd se cita constantment com a referència al pas de la vida a la mort; de vegades fa al·lusió a l'esperança, l'enveja i els diners. També s'utilitzen les variacions lingüístiques com a representació dels personatges retratats segons el seu nivell social i situació comunicativa. Altres dos trets marcants en la literatura de la paulista són l'ambigüitat i la ironia, presents a Ciranda de Pedra, Antes do Baile Verde i As Meninas, en què l'escriptora estableix els conflictes interns de la societat actual.

## Homenatges i guardons
El 1982 va ser escollida per ocupar la butaca 28 de l'Acadèmia Paulista de Lletres i el 1985, per a ocupar la butaca 16 de l'Acadèmia Brasilera de Lletres, en el lloc deixat per Pedro Calmon, prenent-ne possessió el 12 de maig de 1987. El mateix 1987 va ser electa comanadora de l'Orde de l'Infant Dom Henrique pel govern portuguès.
L'any 1990 el fill de Lygia, cineasta, va produir un documental, en format curtmetratge, sobre la vida de l'escriptora paulista.
Va ser designada corresponent de l'Acadèmia de Ciències de Lisboa i cavaller de l'Orde de les Arts i les Lletres francesa. El març de 2001 va rebre el títol de Doctora Honoris causa per la Universitat de Brasília.
El 13 de maig de 2005 va ser guardonada amb el Premi Camões de literatura en llengua portuguesa, distingida pel jurat format per Antônio Carlos Sussekind, Iván Junqueira (Brasil), Agustina Bessa-Luís, Vasco Graça Moura (Portugal), Germano de Almeida (Cap Verd) i José Eduardo Agualusa (Angola).
El febrer de 2016 fou candidata al Premi Nobel de Literatura.

## Obra

### Novel·les

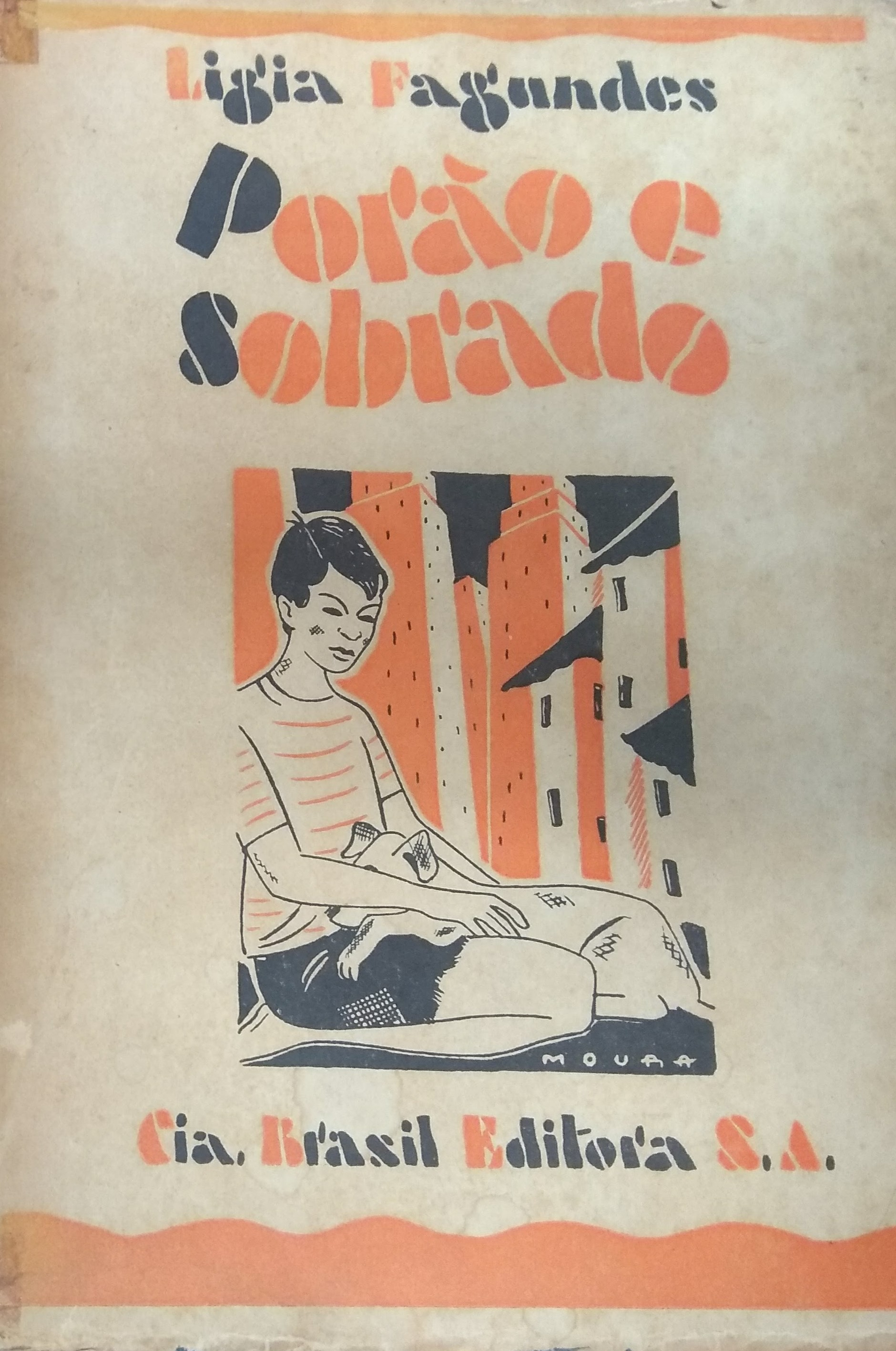
Portada de Porão e Sobrado, el primer llibre publicat de Lydia Fagundes Telles.

- Ciranda de Pedra, 1954.
- Verão no Aquário, 1964.
- As Meninas, 1973.
- As Horas Nuas, 1989.

### Contes
- Porão e sobrado, 1938
- Praia viva, 1944
- O cacto vermelho, 1949
- Histórias do desencontro, 1958
- Histórias escolhidas, 1964.
- O Jardim Selvagem, 1965
- Antes do Baile Verde, 1970
- Seminário dos Ratos, 1977.
- Filhos pródigos, 1978, reeditado como A Estrutura da Bolha de Sabão, 1991.
- A Disciplina do Amor, 1980.
- Mistérios, 1981.
- Venha ver o pôr-do-sol e outros contos, 1991.
- A noite escura e mais eu, 1995.
- Oito contos de amor
- Invenção e Memória, 2000, Prêmio Jabuti
- Durante aquele estranho chá: perdidos e achados, 2002

### Antologies
- Seleta, 1971, per Nelly Novaes Coelho.
- Lygia Fagundes Telles, 1980, per Leonardo Monteiro.
- Os melhores contos de Lygia F. Telles, 1984, per Eduardo Portella.
- Venha ver o pôr-do-sol, 1988, selecció dels editors, Ática.
- A confissão de Leontina e fragmentos, 1996, per Maura Sardinha.
- Oito contos de amor, 1997, per Pedro Paulo de Sena Madureira.
- Pomba enamorada, 1999, per Léa Masima.

### Participacions
- Gaby, 1964, novel·la, a Os sete pecados capitais, Civilização Brasileira.
- Trilogia da confissão, Verde lagarto amarelo, Apenas um saxofone i Helga, 1968, a Os 18 melhores contos do Brasil, Bloch Editores.
- Missa do galo, 1977, a Missa do galo: variações sobre o mesmo tema, Summus.
- O muro, 1978, a Lições de casa, Cultura.
- As formigas, 1978, a O conto da mulher brasileira, Vertente.
- Pomba enamorada, 1979, a O papel do amor, Cultura.
- Negra jogada amarela, 1979, a Criança brinca, não brinca?, Cultura.
- As cerejas, 1993, a As cerejas, Atual.
- A caçada, 1994, a Contos brasileiros contemporâneos, Moderna.
- A estrutura da bolha de sabão i As cerejas, a O conto brasileiro contemporâneo, Cultrix.

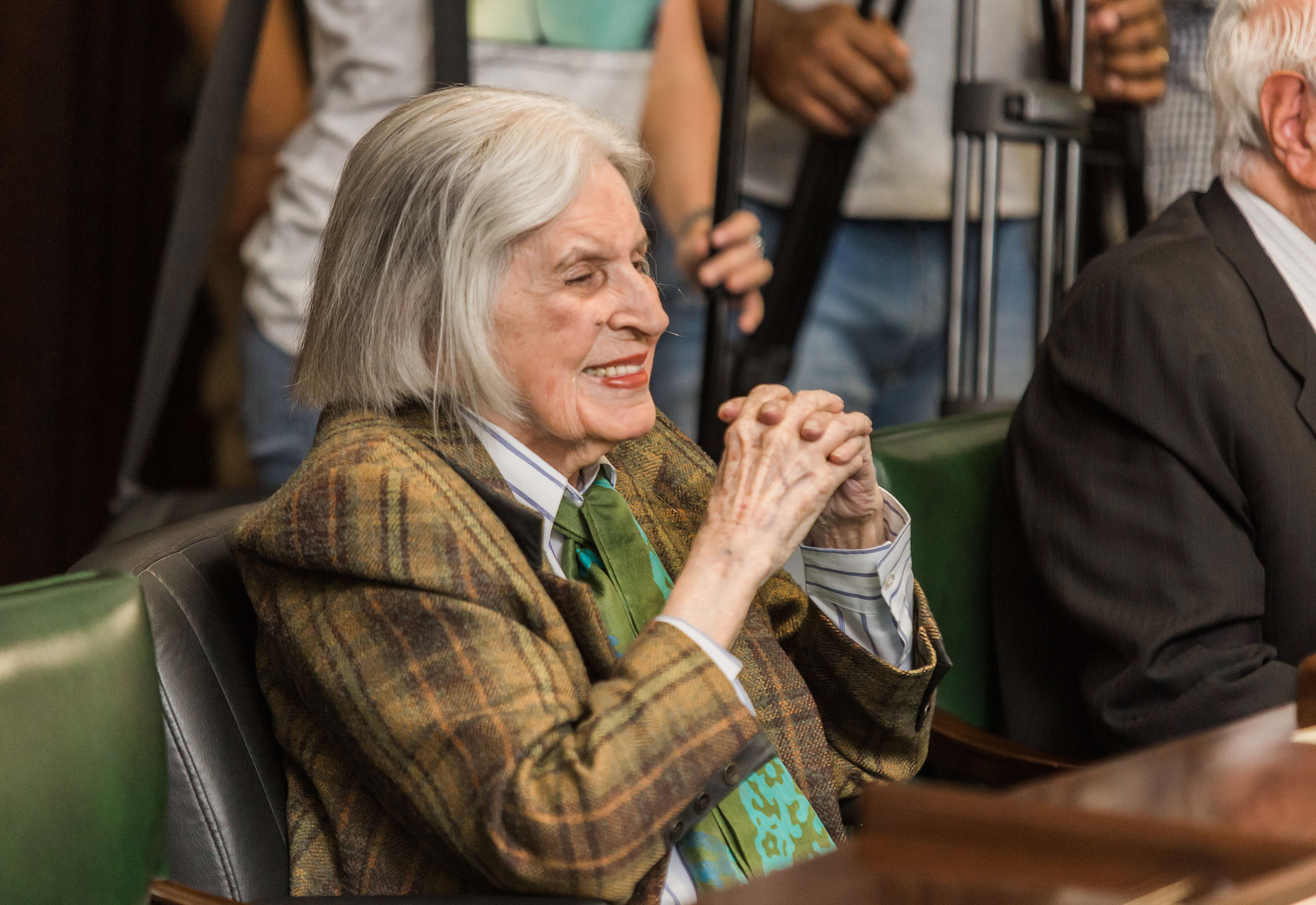
2017

### Cròniques em premsa
- Não vou ceder. Até quando?. O Estado de São Paulo, 06/01/1992
- Pindura com um anjo. Jornal da Tarde, 11/08/1996

### Adaptacions
Al cinema
- Capitu, 1993.
- As meninas, 1996.

Al teatre
- As meninas, 1988 i 1998.

A la televisión
- O jardim selvagem, 1978, Caso especial, TV Globo.
- Ciranda de pedra, 1981, telenovel·la de TV Globo.
- Era uma vez Valdete, 1993, Retratos de mulher, TV Globo.

## Premis literaris
- Premi de l'Instituto Nacional do Livro, 1958.
- Premi Guimarães Rosa, 1972.
- Premi Coelho Neto, de l'Acadèmia Brasilera de Lletres, 1973.
- Premi Pedro Nava, 1989.
- Millor llibre de contes, Biblioteca Nacional.
- Premi APLUB de Literatura.